# Joachim Holce
Joachim Holce (* 1683 in Stramehl in Hinterpommern; † 16. Februar 1742 in Bublitz in Hinterpommern), auch Joachim Holtze oder Joachimus Holce,  war ein deutscher Theologe, Gymnasiallehrer und Pastor.
Sein Vater Philipp Holce war Pastor in Stramehl. Joachim Holce besuchte das Collegium Groeningianum in Stargard und dann ab 1698 die Latina in Halle a. d. Saale. Er studierte ab 1700 an der Universität Wittenberg und von 1703 bis 1705 an der Universität Königsberg.   
Holce wurde 1714 Professor für Mathematik und Beredsamkeit am Collegium Groeningianum, seiner alten Schule. Ab 1722 bekleidete er in Stargard zusätzlich den neu eingerichteten Posten des Gefängnispredigers. 
Im Jahre 1725 wechselte er als Pastor und Präpositus nach Bublitz, wo er 1742 starb. 
Holce verfasste eine Reihe theologischer Schriften. Er war seit 1725 auswärtiges Mitglied der Königlich Preußischen Sozietät der Wissenschaften.